# Skeppsbrutna i paradiset (1953)
Skeppsbrutna i paradiset (engelska: Our Girl Friday) är en brittisk romantisk komedi från 1953 i regi av Noel Langley.
Filmen är baserad på Norman Lindsays roman The Cautious Amorist.

## Handling
En ung arvtagerska blir skeppsbruten på en öde ö tillsammans med tre män som kämpar om hennes gunst.

## Rollista i urval
- Joan Collins - Sadie Patch
- George Cole - Carrol
- Kenneth More - Pat Plunkett
- Robertson Hare - professor Gibble
- Hermione Gingold - gammal dam
- Walter Fitzgerald - kaptenen
- Hattie Jacques - mrs Patch
- Felix Felton - mr Patch